# 철학자의 길

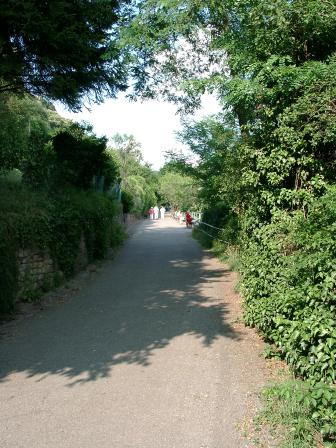
철학자의 길

철학자의 길(독일어: Philosophenweg 필로소펜베크[*])은 독일 바덴뷔르템베르크주 하이델베르크에 있는 산책로이다.